# Guy Formici
Guy Formici (Troyes, 25 marzo 1947) è un ex calciatore francese, di ruolo portiere.

## Carriera
Ha disputato 255 incontri nella massima divisione del campionato francese di calcio, prevalentemente con la maglia del Troyes AF con cui militò dal momento della fondazione fino al 1978, arrivando ad indossarne anche la fascia di capitano.

## Statistiche
Fonte:
| Stagione           | Squadra            | Campionato         | Campionato | Campionato | Coppe nazionali | Coppe nazionali | Coppe nazionali | Totale | Totale |
| Stagione           | Squadra            | Comp               | Pres       | Reti       | Comp            | Pres            | Reti            | Pres   | Reti   |
| ------------------ | ------------------ | ------------------ | ---------- | ---------- | --------------- | --------------- | --------------- | ------ | ------ |
| 1967-1968          | Metz               | D1                 | 9          | -?         | CF              | 3               | -?              | 12     | -?     |
| 1968-1969          | Metz               | D1                 | 13         | -?         | CF              | 1               | -?              | 14     | -?     |
| 1969-1970          | Metz               | D1                 | 6          | -?         | CF              | 0               | 0               | 6      | -?     |
| Totale Metz        | Totale Metz        | Totale Metz        | 28         | -?         |                 | 10              | -?              | 38     | -?     |
| 1969-1970          | Nancy              | D2                 | 3          | -?         | CF              | 0               | 0               | 3      | -?     |
| 1970-1971          | Troyes AF          | D2                 | 28         | -?         | CF              | 1               | -?              | 29     | -?     |
| 1971-1972          | Troyes AF          | D2                 | 25         | -?         | CF              | 0               | 0               | 25     | -?     |
| 1972-1973          | Troyes AF          | D2                 | 34         | -?         | CF              | 1               | -?              | 35     | -?     |
| 1973-1974          | Troyes AF          | D1                 | 38         | -?         | CF              | 3               | -?              | 41     | -?     |
| 1974-1975          | Troyes AF          | D1                 | 38         | -?         | CF              | 5               | -?              | 43     | -?     |
| 1975-1976          | Troyes AF          | D1                 | 28         | -?         | CF              | 1               | -?              | 29     | -?     |
| 1976-1977          | Troyes AF          | D1                 | 32         | -?         | CF              | 3               | -?              | 35     | -?     |
| 1977-1978          | Troyes AF          | D1                 | 29         | -?         | CF              | 3               | -?              | 32     | -?     |
| Totale Troyes AF   | Totale Troyes AF   | Totale Troyes AF   | 252        | -?         |                 | 17              | -?              | 269    | -?     |
| 1978-1979          | Stade Reims        | D1                 | 31         | -59        | CF              | 5               | -4              | 36     | -63    |
| 1979-1980          | Montpellier        | D2                 | 13         | -?         | CF              | 9               | -?              | 22     | 0      |
| 1980-1981          | Montpellier        | D2                 | 31         | -?         | CF              | 7               | -?              | 38     | 0      |
| 1981-1982          | Montpellier        | D1                 | 31         | -?         | CF              | 1               | -?              | 32     | 0      |
| Totale Montpellier | Totale Montpellier | Totale Montpellier | 75         | -?         |                 | 17              | -?              | 92     | -?     |
| Totale carriera    | Totale carriera    | Totale carriera    | 389        | -?         |                 | 49              | -?              | 438    | -?     |